# Tourmalet Pic du Midi
 (décembre 2021).
Tourmalet Pic du Midi est un syndicat mixte de pôle touristique regroupant depuis 2009 les communes de Bagnères-de-Bigorre, Campan et Barèges, dans le département des Hautes-Pyrénées en région Occitanie.

## Présentation
Situé en bordure du parc national des Pyrénées, le Tourmalet Pic du Midi côtoie des sites naturels : le cirque de Gavarnie, le col du Tourmalet, le pic du Midi de Bigorre, la réserve naturelle du Néouvielle, le mont Perdu. Il fait partie d'un programme transfrontalier européen pour la préservation de la biodiversité liée à la pollution lumineuse,, complémentaire au projet de labellisation UNESCO.
Il s'appuie sur un territoire touristique symbolisé par :
- le col du Tourmalet qui a été parcouru à 72 reprises par le Tour de France ;
- le pic du Midi de Bigorre qui dispose d'un observatoire astronomique, situé à 2 876 mètres d’altitude et qui accueille plus de 100 000 visiteurs chaque année ;
- le plus grand domaine skiable des Pyrénées françaises : le domaine du Tourmalet (Grand Tourmalet Barèges-La Mongie) qui génère 30 % du chiffre d'affaires haut-pyrénéen avec 730 000 journées skieurs ;
- des équipements touristiques structurants : les Grands thermes de Bagnères-de-Bigorre et Aquensis Spa Thermal à Bagnères-de-Bigorre[1], des centres qui affichent une bonne résistance sur le marché des cures avec 8 500 curistes par an à Bagnères-de-Bigorre (1re station thermale des Hautes-Pyrénées).

## Historique
Depuis 2004, les collectivités locales et les trois offices de tourisme de Bagnères La Mongie, de la Vallée de Campan et de Barèges travaillent ensemble à l’amélioration de l’organisation du tourisme, afin d'optimiser l'impact économique du tourisme sur les trois territoires. Pour engager et animer cette démarche, le syndicat mixte du pôle touristique Tourmalet / Pic du Midi a été créé par les communes de Bagnères-de-Bigorre, Campan et Barèges en 2009.
Il regroupe ainsi les acteurs impliqués dans le développement de l'espace Tourmalet et possède des équipements touristiques hiver et été, ce qui lui permet de bénéficier d’une activité quatre saisons adaptée à tous types de clientèles.
Le syndicat mixte du Pôle touristique du Tourmalet-Pic du Midi s'inscrit dans un ensemble complexe de différentes structures intercommunales qui interviennent dans le domaine touristique dans le même secteur. Les autorités étatiques poussent à la simplification.
La Réserve Internationale de Ciel Etoilé (RICE) du pic du Midi de Bigorre, première réserve de ciel étoilé française, a été labellisée en 2013.
Les autorités locales ambitionnent de solliciter l'inscription du pic sur la liste du patrimoine mondial de l'UNESCO,.
Les travaux de construction d'une Maison du Tourmale Pic du Midi ont été engagés en 2021 au col,. L'édifice comprendra une maison de la nuit.

## Trois grands territoires

### Bagnères-de-Bigorre
Bagnères-de-Bigorre est située au cœur des Hautes-Pyrénées, à 550 mètres d’altitude au pied du pic du Midi de Bigorre, des cols d’Aspin et du Tourmalet.
Bagnères est riche d’une architecture qui caractérise les grandes villes thermales. Elle compte cinq monuments inscrits à l’inventaire des monuments historiques : l’église Saint-Vincent et son orgue, la tour des Jacobins, la maison Jeanne d’Albret (maison Renaissance), les vestiges du cloître Saint-Jean et la façade de la maison d’User.
Bagnères-de-Bigorre porte dans son nom "Banheras" qui signifie "les bains" en occitan. L'histoire de la ville est donc indissociable de l’histoire du thermalisme. Les sources de Bagnères-de-Bigorre, connues dès l’époque romaine, sont exploitées à partir du XVIIe siècle.
Forte de cette tradition, ce secteur d’activité est actuellement l’un des principaux moteurs de l’économie locale. Bagnères est devenue la première station thermale des Hautes-Pyrénées avec 8 500 curistes par an.
À Bagnères-de-Bigorre, on peut également visiter le Conservatoire botanique national des Pyrénées et de Midi-Pyrénées et, à proximité, le parc national des Pyrénées et la réserve naturelle nationale du Néouvielle avec 70 lacs, des espaces naturels, sauvages et riches tant au niveau de la végétation que de la géologie ou la variété des animaux présents.
Plusieurs établissements retracent ou exposent le patrimoine culturel de la Haute-Bigorre.